# Eurinomo
Eurinomo (in greco antico: Εὐρύνομος?, Eurýnomos) è un demone della religione greca.
Si trattava di una creatura dell'oltretomba dedita a spolpare le carni dei corpi sepolti, lasciando intatte unicamente le ossa. È stato proposto che si trattasse di una spiegazione mitologica della decomposizione dei corpi.
Pausania il Periegeta ci dà una descrizione orrifica del demone: di colore scuro, quasi bluastro, come quello delle mosche, mostra i denti e sta sopra la pelle di un avvoltoio.

## Nella cultura popolare
- Per Anton Szandor LaVey Eurinomo (nell'originale storpiato in "Euronymous") è uno dei "nomi infernali".[3]
- Il cantante norvegese Euronymous prese il nome d'arte da questo demone.
- Appare nella saga letteraria di Percy Jackson in particolare nel libro "La tomba del tiranno"